# جوانا میسی
جوانا میسی (انگلیسی: Joanna Macy؛ زادهٔ ۲ مهٔ ۱۹۲۹) مؤلف، Buddhist scholar، جنبش زیست‌محیطی اهل ایالات متحده آمریکا است.